# Ochmatów
Ochmatów (ukr. Охматів, Ochmatiw) – wieś na Ukrainie, w obwodzie czerkaskim, w rejonie humańskim. W 2001 roku liczyła 877 mieszkańców.
Prywatne miasto szlacheckie, położone w województwie bracławskim, w 1739 roku należało do klucza Tetyjów Lubomirskich.
Miejsce bitew:
- bitwa pod Ochmatowem (1644), 30 stycznia – rozbicie wojsk tatarskich przez polskie wojska pod wodzą hetmana Stanisława Koniecpolskiego,
- bitwa pod Ochmatowem (1655), 2 lutego – bitwa wojsk polskich pod wodzą hetmana Stanisława „Rewery” Potockiego z połączonymi wojskami kozackimi i moskiewskimi pod wodzą Bohdana Chmielnickiego i W. Buturlina.